# Карьерный (Красноярский край)
Карьерный — посёлок в Канском районе Красноярского края. Входит в состав Анцирского сельсовета.

## История
В 1976 г. Указом Президиума ВС РСФСР поселок балластного карьера переименован в Карьерный.

## Население
| 2010 |
| ---- |
| 181  |